# 121号加利福尼亚州州道
121号加利福尼亚州州道（California State Route 121，SR 121）是美国加利福尼亚州的一条南北走向的州级公路。它途徑索诺玛县和纳帕县的加州葡萄酒之乡地区以及索诺马谷和纳帕谷南部的卡内罗斯地区。該道路南端是位于西尔斯角的37号州际公路，北端是位于伯耶薩湖附近的128号州际公路。 

## 外部連結
- Caltrans: Route 121 highway conditions（页面存档备份，存于）
- California Highways: Route 121（页面存档备份，存于）
- California @ AARoads.com - State Route 121（页面存档备份，存于）